# Lek

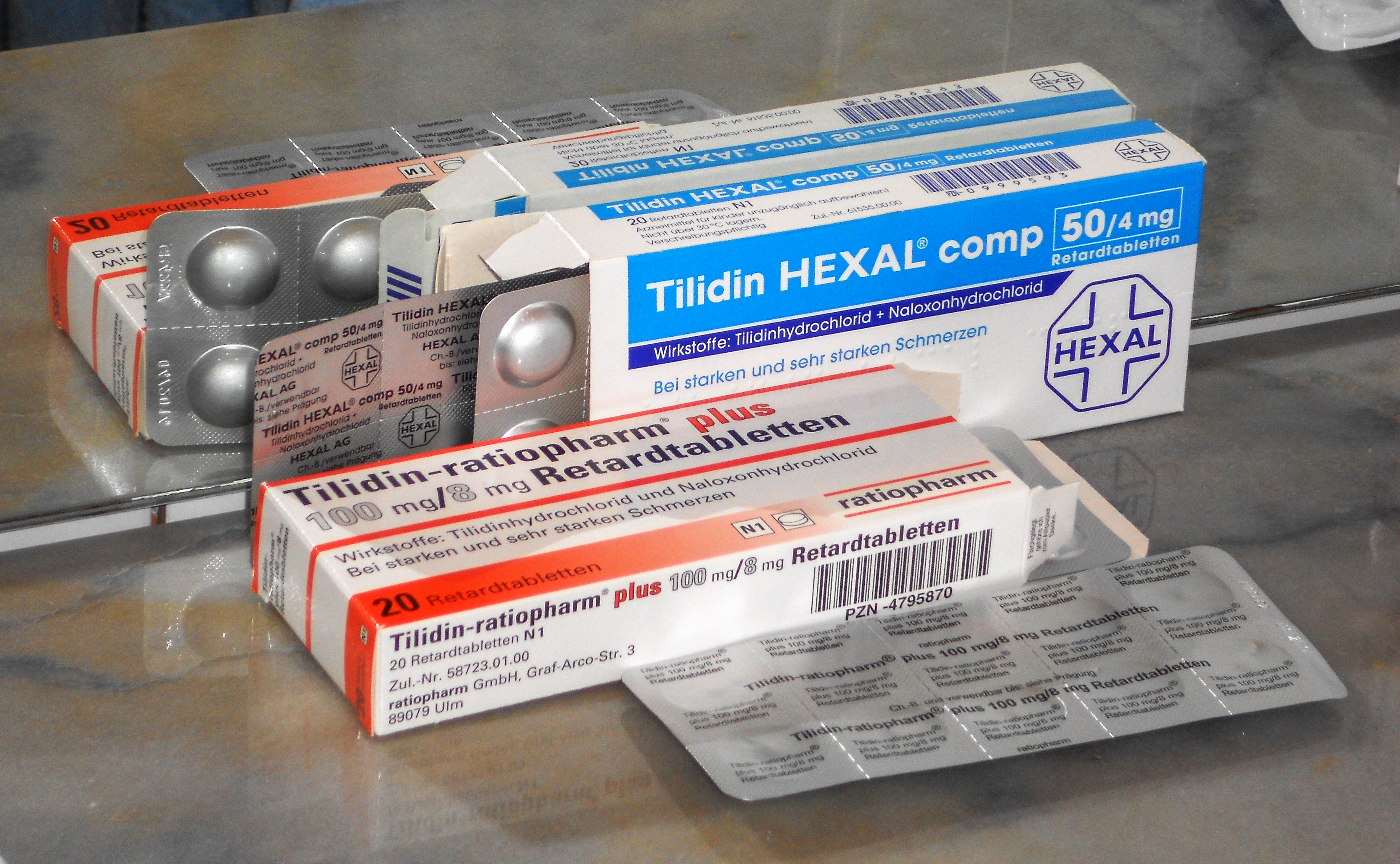
Leki

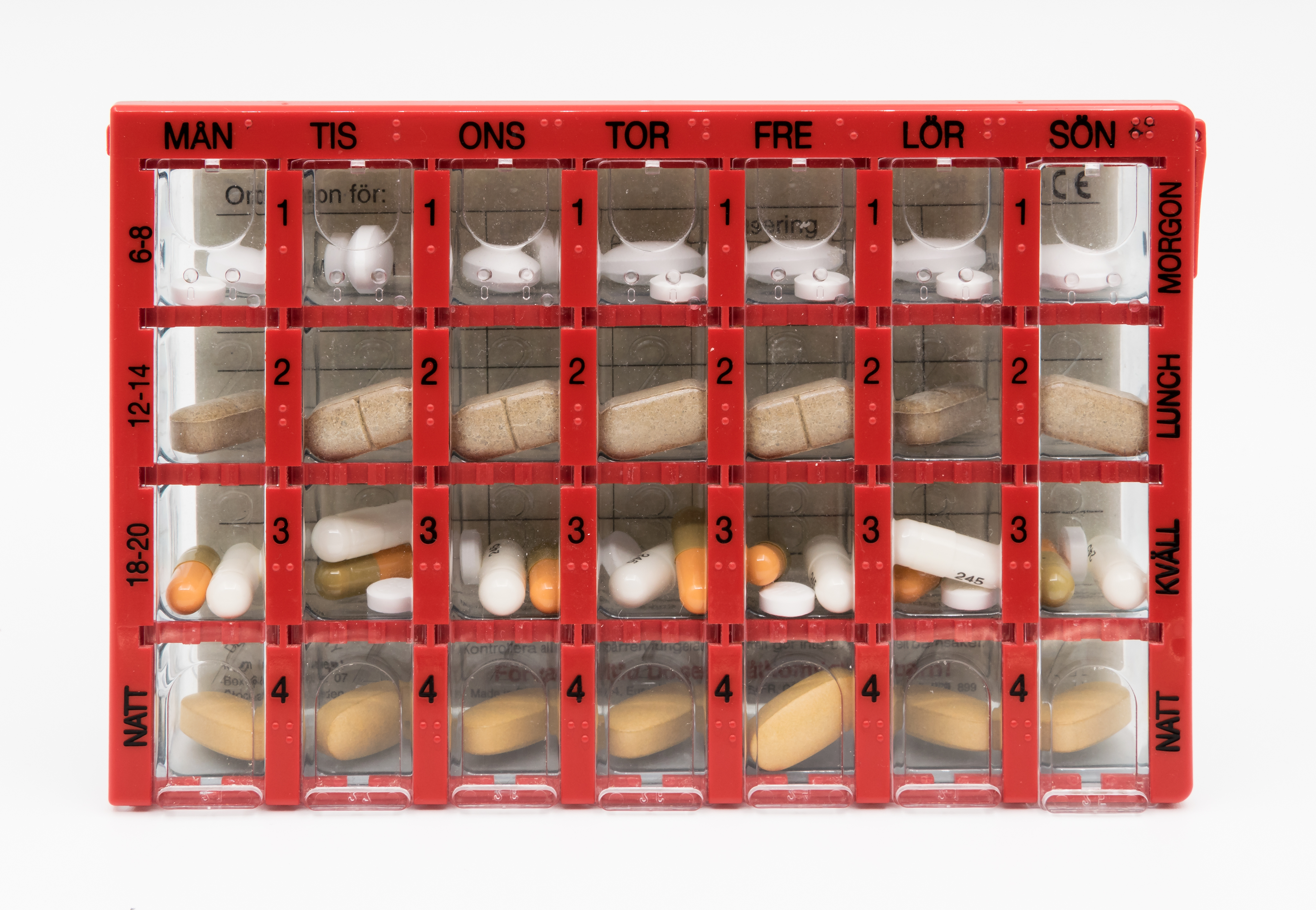
Kasetka z lekami

Lek, lekarstwo, produkt leczniczy (nazwa ustawowa w Polsce) – każda substancja, niezależnie od pochodzenia (naturalnego lub syntetycznego), nadająca się do bezpośredniego wprowadzania do organizmu w odpowiedniej postaci farmaceutycznej w celu osiągnięcia pożądanego efektu terapeutycznego, lub w celu zapobiegania chorobie, często podawana w ściśle określonej dawce. Lekiem jest substancja modyfikująca procesy fizjologiczne w taki sposób, że hamuje przyczyny lub objawy choroby lub zapobiega jej rozwojowi. Określenie lek stosuje się też w stosunku do substancji stosowanych w celach diagnostycznych (np. metoklopramid w diagnostyce hiperprolaktynemii) oraz środków modyfikujących nie zmienione chorobowo funkcje organizmu (np. środki antykoncepcyjne). 
Nauką o produkcji leków i ich działaniu w najszerszym ujęciu jest farmacja, natomiast farmakologia jest nauką o terapeutycznym zastosowaniu leków oraz mechanizmach i skutkach ich działania na organizm.

## Uregulowania prawne w Polsce
Definicję leku podają również podstawowe akty prawne dotyczące farmacji. W Polsce takim aktem jest ustawa Prawo farmaceutyczne. Prawo farmaceutyczne nie zawiera pojęcia lek, lecz produkt leczniczy. Produktem leczniczym jest substancja lub mieszanina substancji, przedstawiana jako posiadająca właściwości zapobiegania lub leczenia chorób występujących u ludzi i zwierząt lub podawana w celu postawienia diagnozy lub w celu przywrócenia, poprawienia lub modyfikacji fizjologicznych funkcji organizmu poprzez działanie farmakologiczne, immunologiczne lub metaboliczne. Prawo farmaceutyczne definiuje także specyficzne rodzaje produktów leczniczych (leków): produkt leczniczy przeznaczony do specjalnych celów żywieniowych, produkt leczniczy homeopatyczny, produkt immunologiczny, produkt krwiopochodny, produkt leczniczy roślinny.
Wprowadzenie nowego leku do obrotu na rynku farmaceutycznym podlega ścisłym regulacjom prawnym i jest związane z długim i kosztownym procesem prowadzenia eksperymentalnych badań klinicznych. Zakończeniem procesu rejestracji jest pozwolenie (lub odmowa) na dopuszczenie do obrotu przygotowywane przez Urząd Rejestracji Produktów Leczniczych, Wyrobów Medycznych i Produktów Biobójczych, organem dopuszczającym lek na rynek jest Minister Zdrowia podpisujący decyzję.
Leki dostępne w Polsce ujęte są w Rejestrze Produktów Leczniczych Dopuszczonych do Obrotu na terytorium Rzeczypospolitej Polskiej, prowadzonym przez Urząd Rejestracji Produktów Leczniczych, Wyrobów Medycznych i Produktów Biobójczych. Dwa razy w roku Prezes Urzędu Rejestracji Produktów Leczniczych, Wyrobów Medycznych i Produktów Biobójczych publikuje Urzędowy Wykaz Produktów Leczniczych Dopuszczonych do Obrotu na Terytorium Rzeczypospolitej Polskiej.
Kontrolę nad wytwarzaniem i obrotem produktami leczniczymi w Polsce sprawują organa Państwowej Inspekcji Farmaceutycznej. Na czele struktury stoi Główny Inspektor Farmaceutyczny. Swoje zadania sprawuje przy pomocy Głównego Inspektoratu Farmaceutycznego, który jest urzędem administracji centralnej. Na poziomie województw kontrolę nad obrotem produktami leczniczymi sprawuje wojewoda przy pomocy wojewódzkiego inspektora farmaceutycznego.

## Nazewnictwo leków
Używa się nazw chemicznych (głównie na etapie badań klinicznych), międzynarodowych nazw niezastrzeżonych (nazwy substancji czynnej leku) oraz nazw handlowych.
| Nazwa chemiczna                                             | Nazwa międzynarodowa | Nazwa handlowa (producent) |
| ----------------------------------------------------------- | -------------------- | -------------------------- |
| N-(4-hydroksyfenylo)acetamid                                | paracetamol          | Panadol (GlaxoSmithKline)  |
| (5α,6α)-7,8-didehydro- 4,5-epoksy-17-metylmorfinan-3,6-diol | morfina              | Doltard (Nycomed Pharma)   |

Ten sam lek jest często produkowany w kilku postaciach (np. w tabletkach, w syropie, w iniekcji) – z których każda może mieć inną, choć zbliżoną nazwę handlową, np. ACC 100 i ACC 200. Często w nazwach handlowych zawarta jest liczba, oznaczająca dawkę, wyrażoną w jednostkach charakterystycznych dla dawkowania danego leku.
Najczęściej występujące jednostki dawek to miligramy (mg), mikrogramy (μg), gramy, jednostki międzynarodowe (tzw. i.u. – international units), miligramy na godzinę (mg/h; w odniesieniu do leków silnych lub leków przeciwbólowych w postaci plastrów).

## Typy leków
1. Lek innowacyjny – produkt leczniczy dopuszczony do obrotu w Polsce na podstawie pełnej dokumentacji. Zwykle jest to lek, zawierający substancję czynną lub mieszaninę substancji czynnych pierwszy raz dopuszczanych do obrotu w Polsce, chroniony patentem w zakresie formuły chemicznej i procesu wytwarzania w okresie przewidzianym przez prawo patentowe. Wieloletnie badania nad stworzeniem leku znajdują swoje odzwierciedlenie w cenie, która zwykle jest wysoka.
2. Lek generyczny (odtwórczy, niezastrzeżony, potocznie: generyk) – produkt leczniczy zawierający tę samą substancję czynną lub mieszaninę substancji czynnych co lek innowacyjny, wyprodukowany na podstawie formuły zawartej w zgłoszeniu patentowym leku innowacyjnego, ale po zakończeniu ochrony patentowej. Cena leku jest dużo niższa od ceny leku innowacyjnego, ponieważ producent nie ponosi kosztów wieloletnich i złożonych badań nad stworzeniem skutecznego leku, a korzysta z gotowej i znanej już formuły. Żeby generyk został dopuszczony do dyspensacji, musi przejść badanie dostępności biologicznej, które dowiedzie, że ta dla danej substancji czynnej wynosi od 80% do 120% w porównaniu z lekiem innowacyjnym. 
Każdy producent leku jest odpowiedzialny za niepożądane działania leku i według wymogów prawa farmaceutycznego musi wyznaczyć osobę odpowiedzialną za zbieranie danych o takich działaniach i ich raportowanie do Urzędu Rejestracji Produktów Leczniczych, Wyrobów Medycznych i Produktów Biobójczych (z wyjątkiem szczepionek, dla których miejscem raportowania jest powiatowa stacja sanepidu).

## Farmakokinetyka i metabolizm leków
Farmakokinetyka leków obejmuje następujące zagadnienia:
- uwalnianie leku
- absorpcja leku
- dystrybucja leku
  - przenikanie przez błony biologiczne
    - bariera krew–mózg
    - bariera krew–jądro
    - bariera krew–łożysko

  - objętość dystrybucji
  - współczynnik dystrybucji
  - wiązanie leku z białkami osocza
  - akumulacja leku
- metabolizm leku
- wydalanie leku
  - biologiczny okres półtrwania.

Najlepszą dostępność biologiczną mają – czyli najszybciej zaczynają działać – leki podawane w formie wlewu dożylnego (lek jest szybko przenoszony przez krew), potem coraz mniejszą dostępność wykazują leki w formie zastrzyku domięśniowego, czopka i form doustnych. Z tego względu w leczeniu szpitalnym wykorzystuje się leki w formie dożylnej i domięśniowej, a u małych dzieci szybszą poprawę zdrowia uzyska się po podaniu czopka niż syropu.
Skuteczność leku w leczeniu danej choroby zależy od bardzo wielu czynników. Najważniejszymi z nich są: budowa chemiczna i zastosowana dawka. Badanie tych zależności jak i ogólny opis działania i zastosowania leków są przedmiotami zainteresowania farmakologii.
Aby lek mógł wywrzeć swoje działanie, musi dotrzeć do odpowiedniego dla siebie miejsca w ustroju, czyli miejsca docelowego. Po podaniu leku w organizmie zachodzą różnorakie, skomplikowane procesy wpływające na jego stężenie, formę, rozprzestrzenienie i aktywność. Losy leku w ustroju od momentu jego podania do momentu wydalenia monitoruje farmakokinetyka. Zmiany, jakim podlega lek w organizmie, opisuje się w systemie LADME. 

## Budowa i klasyfikacja leków
Stosowane w lecznictwie środki są mniej lub bardziej skomplikowane pod względem składu lub budowy chemicznej. Spotykamy wśród nich zarówno pojedyncze pierwiastki, proste związki nieorganiczne, jak i skomplikowane połączenia organiczne, złożone układy fizykochemiczne lub subtelne zespoły biochemiczne. Postęp chemii i nauk biologicznych doprowadził w dobie obecnej do lawinowego wzrostu liczby preparatów farmaceutycznych. Większość obecnie stosowanych leków jest pochodzenia syntetycznego. Używa się również leków roślinnych (np. nalewka z kozłka lekarskiego), produkowanych i izolowanych z tkanek zwierzęcych, wytwarzanych metodami inżynierii genetycznej (np. insulina ludzka) oraz pochodzących z naturalnych zasobów mineralnych (np. bentonit).
Ogromna ilość stosowanych obecne leków wprowadza potrzebę ich klasyfikacji. Leki dzieli się na grupy najczęściej według kryterium ich działania farmakologicznego i zastosowania w konkretnych jednostkach chorobowych.
Leki uporządkowane są w klasyfikacji anatomiczno-terapeutyczno-chemicznej (ATC), umożliwiającej lekarzom szybkie odszukanie właściwej substancji.

## Drogi podawania leków
- doustna (łac. per os, w skrócie: p.o.) i podjęzykowa: tabletki, tabletki rozpuszczalne, tabletki musujące, tabletki powlekane, tabletki drażowane, kapsułki, granulat, proszek do sporządzania zawiesiny doustnej, syrop, zawiesina doustna, mikrokapsułki, tabletki/kapsułki dwufazowe zawierające w sobie część szybko uwalniającą substancję czynną i część wolno ją uwalniającą, tabelki/kapsułki MR, tj. o zmodyfikowanym uwalnianiu, tabletki/kapsułki o przedłużonym uwalnianiu (retard), tabletki/kapsułki SR o spowolnionym uwalnianiu, tabletki/kapsułki forte o zawartości większej ilości substancji czynnych
  - podjęzykowa
- iniekcyjna, nazywana też parenteralną, w postaci iniekcji domięśniowych, dożylnych i podskórnych: ampułka, fiolka, fiolka z liofilizatem do rozcieńczenia, ampułkostrzykawka (strzykawka z lekiem w jej komorze do natychmiastowego podania)
- doodbytnicza: czopki, wlewki doodbytnicze
- wziewna, inhalacyjna: aerozole do wdychania, najczęściej stosowane w lekach przeciwastmatycznych
- przezskórna, transdermalna: maści, żele, kremy, aerozole, pianki, plastry (na przykład ze środkiem przeciwbólowym)

## Produkty homeopatyczne
Produkt homeopatyczny to produkt w założeniach leczniczy wytworzony z homeopatycznych substancji pierwotnych lub ich mieszanin, zgodnie z homeopatyczną procedurą wytwarzania opisaną w Farmakopei Europejskiej lub, w przypadku braku takiego opisu, w farmakopeach oficjalnie uznanych przez państwa członkowskie Unii Europejskiej lub państwa członkowskie EFTA będące stronami umowy o EOG. Dopuszczenie do obrotu produktu homeopatycznego jest uregulowane w prawie farmaceutycznym.